# Les Dits de Peter Bornemisza

Les Dits de Peter Bornemisza, op. 7, sous-titré Concerto pour soprano et piano est un duo pour soprano et piano de György Kurtág. Composé à partir de sermons du poète et prédicateur réformé Péter Bornemisza (1535-1584), l'ouvrage est une évocation de la vie quotidienne dans la Hongrie du XVIe siècle.
La pièce a été créée en 1968 à Darmstadt par Erika Sziklay et Loránt Szűcs, qui en ont réalisé le premier enregistrement. Des fragments ont été adaptés ultérieurement par Kurtág pour trompette (reprenant la voix soliste), contrebasse et claviers dans le cadre du cycle Rückblick.

## Structure
1. Confession (ouverture)
2. Péché (scherzo)
3. Mort (adagio)
4. Printemps (finale)

- Durée d'exécution : trente-huit minutes

## Discographie
- Erika Sziklay, Loránt Szűcs (Hungaroton, 1977)
- Tony Arnold, Gábor Csalog (BMC, 2021)